# Czapka (Góry Opawskie)
Czapka (niem. Hutberg) – wzgórze o wysokości 440 m n.p.m. w Górach Opawskich (cz. Zlatohorská vrchovina), w Sudetach Wschodnich, na terenie wsi Konradów (województwo opolskie). W latach 1945–1958 przez wzgórze przebiegała granica polsko-czechosłowacka. Dawna czechosłowacka część wzgórza, znajduje się na terenie obecnego przysiółka wsi Konradów, Skowronkowa, który po korekcie granic z Czechosłowacją w 1958 roku, został przyłączony do Polski. Na północnym zboczu góry znajduje się źródło rzeki Prudnik. Znajduje się na terenie Parku Krajobrazowego Gór Opawskich.
Nieopodal wzniesienia przebiega Główny Szlak Sudecki oznaczony jako szlak czerwony.